# Corbul (film din 1994)
Corbul (titlu original: The Crow) este un film american cu supereroi de acțiune de fantezie întunecată din 1994 regizat de Alex Proyas. Rolurile principale au fost interpretate de actorii Brandon Lee (ultimul său rol), Michael Wincott și Ernie Hudson. Scenariul este scris de David J. Schow și John Shirley.
Filmul este bazat pe banda desenată The Crow din 1989 de James O'Barr și spune povestea lui Eric Draven (Lee), un rocker  care este înviat din morți pentru a-și răzbuna propria moarte precum și violarea și uciderea logodnicei sale.
Actorul principal, Brandon Lee, a fost accidentat mortal pe platou în timpul filmărilor cu o armă încărcată cu eboșe, cu doar opt zile înainte de terminarea producției filmului. Scenele nefinalizate cu Brandon Lee au fost re-scrise, iar la altele s-au folosit dubluri și efecte digitale speciale. Filmul este dedicat lui Lee și logodnicei sale, Eliza.
Corbul a devenit un film idol.

## Distribuție
- Brandon Lee - Eric Draven / The Crow
- Michael Wincott - Top Dollar
- Ernie Hudson - Sgt. Albrecht
- Rochelle Davis - Sarah
- Bai Ling - Myca
- David Patrick Kelly - T-Bird
- Angel David - Skank
- Jon Polito - Gideon
- Tony Todd - Grange
- Sofia Shinas - Shelly Webster
- Michael Massee - Funboy
- Laurence Mason - Tin-Tin
- Anna Levine - Darla
- Bill Raymond - Mickey
- Marco Rodríguez - Torres

## Producție
Cheltuielile de producție s-au ridicat la 23 milioane $.

## Primire
A avut încasări de 50,7 milioane $.